# Panora (Iowa)
Panora es una ciudad ubicada en el condado de Guthrie en el estado estadounidense de Iowa. En el Censo de 2010 tenía una población de 1124 habitantes y una densidad poblacional de 241,1 personas por km².

## Geografía
Panora se encuentra ubicada en las coordenadas 41°41′28″N 94°21′49″O / 41.69111, -94.36361. Según la Oficina del Censo de los Estados Unidos, Panora tiene una superficie total de 4.66 km², de la cual 4.66 km² corresponden a tierra firme y (0%) 0 km² es agua.

## Demografía
Según el censo de 2010, había 1124 personas residiendo en Panora. La densidad de población era de 241,1 hab./km². De los 1124 habitantes, Panora estaba compuesto por el 98.49% blancos, el 0.18% eran afroamericanos, el 0% eran amerindios, el 0.36% eran asiáticos, el 0% eran isleños del Pacífico, el 0.09% eran de otras razas y el 0.89% pertenecían a dos o más razas. Del total de la población el 1.42% eran hispanos o latinos de cualquier raza.